# Fonteno
Fonteno – miejscowość i gmina we Włoszech, w regionie Lombardia, w prowincji Bergamo.
Według danych na styczeń 2009 gminę zamieszkiwało 698 osób przy gęstości zaludnienia 63,1 os./1 km².